# Torneo Clausura 2015 (Honduras)
El Torneo Clausura 2015 fue la sexagésima séptima (67.ª) edición de la Liga Nacional de Honduras, siendo el segundo torneo de la Temporada 2014-15. Comenzó a disputarse el día 17 de enero y culminó en mayo de 2015.
El campeón del torneo tuvo el derecho a disputar la Concacaf Liga Campeones 2015-16, junto al campeón del Apertura 2014, Motagua.

## Sistema de competición

### Fase de clasificación
En la fase de clasificación se observará el sistema de puntos. La ubicación en la tabla general está sujeta a lo siguiente:
- Por juego ganado se obtendrán tres puntos.
- Por juego empatado se obtendrá un punto.
- Por juego perdido no se otorgan puntos.

El campeonato se jugará con un sistema de «Todos contra Todos» entre los diez equipos participantes. Los partidos estarán definidos en 18 jornadas, y al finalizar las mismas los primeros dos lugares clasificarán de manera automática a las semifinales, mientras que los equipos que ocuparon el 3°, 4°, 5° y 6° puesto tendrán que jugar la «Liguilla final» (repechajes) en partidos de ida y vuelta; el resto de los equipos quedará sin ninguna opción a pelear por el título. El equipo que finalice en la décima posición de la Tabla del Descenso, terminará descendiendo a la Liga de Ascenso de Honduras.

### Fase final
La fase final se definirá por las siguientes etapas:
- Repechajes
- Semifinales
- Final

A las semifinales clasificarán los dos equipos vencedores de la «Liguilla final» y los antes clasificados de manera directa. Cada uno de estos cuatro equipos se enfrentarán en dos partidos (ida y vuelta) y el que logre anotar el mayor número de goles obtendrá un cupo en la «Gran Final». De existir empate en el número de goles anotados, la clasificación se definirá a través del Reglamento, es decir, el equipo que haya anotado el mayor número de goles en condición de visitante.
Disputarán el título de Campeón del Torneo de Apertura 2014 los dos clubes vencedores de la fase semifinal correspondiente, reubicándolos del uno al dos, de acuerdo a su mejor posición en la Tabla de Clasificación al término de la jornada 18.

### Equipos participantes
| Equipo            | Ciudad         | Entrenador             | Estadio                                                           | Aforo                | Primera participación |  |
| ----------------- | -------------- | ---------------------- | ----------------------------------------------------------------- | -------------------- | --------------------- |  |
| Olimpia           | Tegucigalpa    | Héctor Vargas          | Tiburcio Carías Andino                                            | 35,000               | 1965                  |  |
| Motagua           | Tegucigalpa    | Diego Vásquez          | Tiburcio Carías Andino                                            | 35,000               | 1965                  |  |
| Real España       | San Pedro Sula | Javier Delgado         | General Francisco Morazán                                         | 20,000               | 1965                  |  |
| Marathón          | San Pedro Sula | Jairo Ríos             | General Francisco Morazán Olímpico Metropolitano Yankel Rosenthal | 20,000 40,000 15,000 | 1965                  |  |
| Vida              | La Ceiba       | Ramón Maradiaga        | Municipal Ceibeño                                                 | 20,000               | 1965                  |  |
| Victoria          | La Ceiba       | Jorge Ernesto Pineda   | Municipal Ceibeño                                                 | 20,000               | 1968                  |  |
| Platense          | Puerto Cortés  | Carlos Ramón Tábora    | Excelsior                                                         | 15,000               | 1965                  |  |
| Real Sociedad     | Tocoa          | Horacio Londoño        | Francisco Martínez Durón                                          | 10,000               | 2012                  |  |
| Parrillas One     | Siguatepeque   | Hernán García Martínez | Roberto Martínez Ávila                                            | 4,000                | 2013                  |  |
| Honduras Progreso | El Progreso    | Wilmer Cruz            | Humberto Micheletti                                               | 5,000                | 1965                  |  |

### Equipos por departamento
| Honduras Progreso Motagua Olimpia Real Sociedad Real España Marathón Vida Victoria Platense Parrillas One \| Departamento \| N.º \| Equipos \| \| ----------------- \| --- \| -------------------------------- \| \| Cortés \| 3 \| Marathón, Platense y Real España \| \| Atlántida \| 2 \| Victoria y Vida \| \| Francisco Morazán \| 2 \| Motagua y Olimpia \| \| Yoro \| 1 \| Honduras Progreso \| \| Colón \| 1 \| Real Sociedad \| \| Comayagua \| 1 \| Parrillas One \| |     |                                  |
| Departamento | N.º | Equipos                          |
| Cortés | 3   | Marathón, Platense y Real España |
| Atlántida | 2   | Victoria y Vida                  |
| Francisco Morazán | 2   | Motagua y Olimpia                |
| Yoro | 1   | Honduras Progreso                |
| Colón | 1   | Real Sociedad                    |
| Comayagua | 1   | Parrillas One                    |

## Calendario

### Fase de clasificación
| Victoria          | 1 - 1 | Real España   | Ceibeño           | 17 de enero | 15:00 |
| Marathón          | 0 - 0 | Real Sociedad | Olímpico          | 17 de enero | 18:00 |
| Honduras Progreso | 3 - 2 | Vida          | Francisco Morazán | 17 de enero | 19:00 |
| Olimpia           | 3 - 1 | Parrillas One | Nacional          | 18 de enero | 16:00 |
| Platense          | 2 - 2 | Motagua       | Excelsior         | 18 de enero | 16:00 |

| Honduras Progreso | 3 - 1 | Marathón      | Humberto Micheletti      | 23 de enero | 19:00 |
| Vida              | 3 - 3 | Olimpia       | Ceibeño                  | 24 de enero | 19:00 |
| Real España       | 3 - 1 | Platense      | Francisco Morazán        | 24 de enero | 19:00 |
| Real Sociedad     | 0 - 3 | Victoria      | Francisco Martínez Durón | 25 de enero | 14:00 |
| Motagua           | 3 - 4 | Parrillas One | Nacional                 | 25 de enero | 16:00 |

Local 
Resultado
Visitante
Estadio
Fecha 
Hora
Club Deportivo Olímpia Olímpia 
1-0
Real Club Deportivo España Real España 
Tiburcio Carias Andino Tegucigalpa 
25 de enero 
16:00
- Datos: Q17640125